# ザック・フィリップス
ザカリー・デビッド・フィリップス（Zachary David "Zach" Phillips, 1986年9月21日 - ）は、アメリカ合衆国・カリフォルニア州サクラメント出身のプロ野球選手（投手）。左投左打。メキシカンリーグのモンクローバ・スティーラーズに所属。

## 経歴

### プロ入りとレンジャーズ傘下時代
2004年のMLBドラフト23巡目（全体681位）でテキサス・レンジャーズから指名され、2005年5月26日に契約した。
2009年にAA級フリスコ・ラフライダーズに初昇格し、オフの11月19日にメジャー契約を結んで40人枠入りした。
2010年にはAAA級オクラホマシティ・レッドホークスに昇格したが、その後もメジャー昇格の機会はなく、2011年7月14日にDFAとなった。

### オリオールズ時代

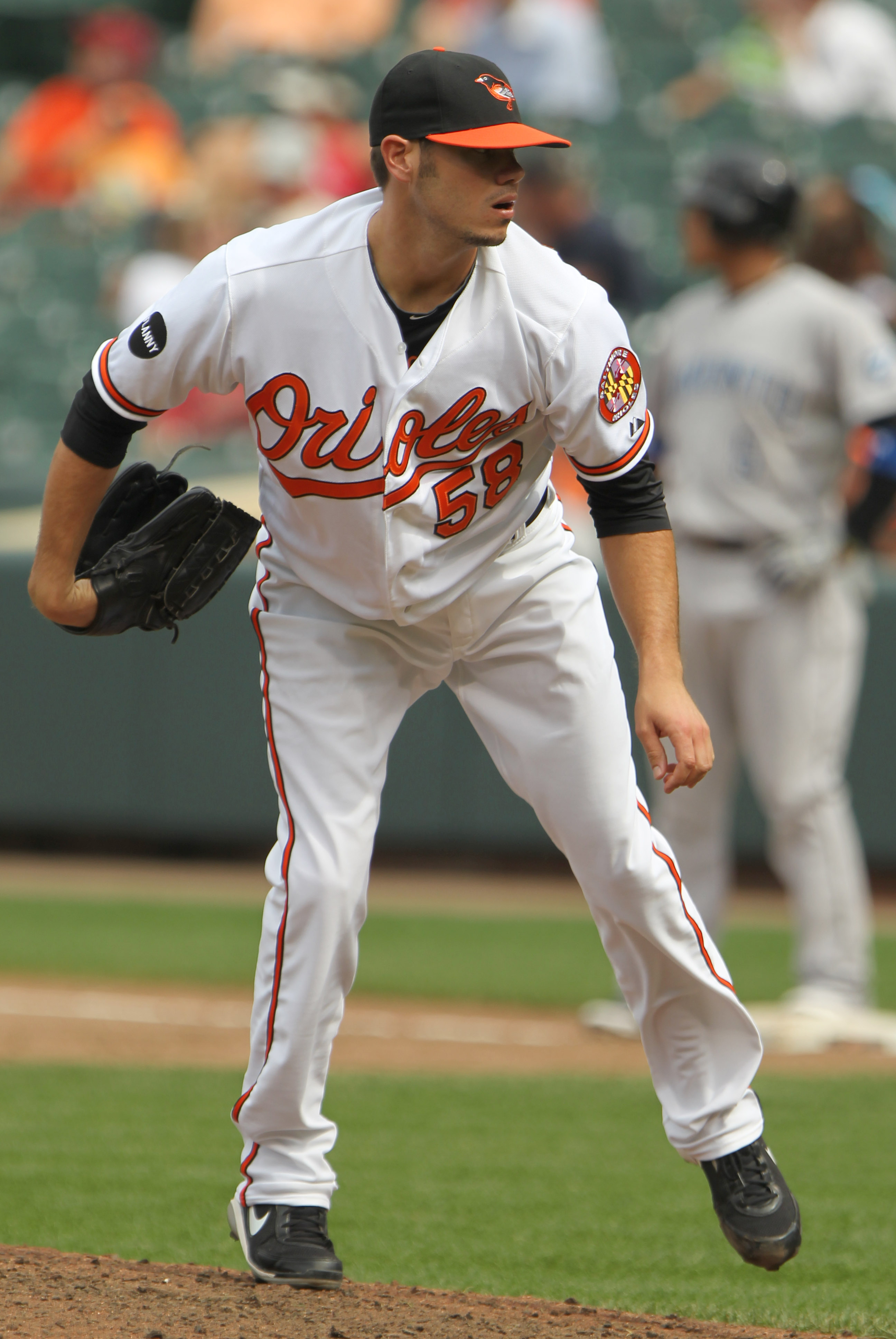
オリオールズ時代(2011年9月1日)

2011年7月19日にニック・グリーンと金銭とのトレードで、ボルチモア・オリオールズへ移籍した。8月31日のトロント・ブルージェイズ戦でメジャーデビューを果たした。13点ビハインドの8回表から4番手として登板し、1回を投げ2安打無失点1四球1奪三振だった。
2012年11月3日にDFAとなり、AAA級降格を拒否したためFAとなった。

### マーリンズ時代
2012年11月25日にマイアミ・マーリンズとマイナー契約を結んだ。
2013年は傘下のAAA級ニューオーリンズ・ゼファーズで開幕を迎え、50試合に登板。4勝2敗1セーブ・防御率2.44、59イニングで74奪三振と高い奪三振率を残した。9月1日にメジャー昇格。3試合に登板した。10月7日にFAとなった。

### 広島時代
2013年10月28日、広島東洋カープと契約に合意した。
2014年5月10日、キャム・ミコライオの負傷離脱に伴い、1軍に初昇格。5月13日、米子市民球場での阪神戦で同点の12回表に登板し、1イニングを3者凡退に仕留めた。直後の12回裏に梵英心のサヨナラホームランが飛び出し、来日初勝利を記録した。その後も大崩れすることはなかったが、この年の広島はフィリップス以外にミコライオ、ブライアン・バリントン、キラ・カアイフエ、ブラッド・エルドレッド、ライネル・ロサリオ、デュアンテ・ヒースと外国籍選手が7人も所属し、しかもそれぞれが1軍で結果を残すという熾烈な状況であり、外国人枠の兼ね合いからフィリップスに1軍登板のチャンスはほとんど与えられなかった。結局ウエスタン・リーグでは17セーブを挙げて最多セーブ投手となり、防御率は0.26という圧倒的な成績を挙げながら、1軍ではわずか9試合の登板に終わった。
2軍での好成績と1軍でのチャンスの少なさから去就が注目されていたが、10月30日に新外国人の獲得に伴い広島を退団する事が決定的と報じられ、12月2日に自由契約公示された。

### ホワイトソックス傘下時代
2014年12月15日、シカゴ・ホワイトソックスとマイナー契約を結んだ。2015年はメジャーでの登板は無かった。11月4日にメジャー契約を結んで40人枠入りした。
2016年3月17日に40人枠から外れ、翌18日にFAとなった。

### オリオールズ傘下時代
2016年3月23日、オリオールズと1年契約を結んだ。4月1日に40人枠から外れ、傘下のAAA級ノーフォーク・タイズに配属された。

### パイレーツ時代
2016年8月31日にカイル・ロブステインとのトレードで、ピッツバーグ・パイレーツに移籍した。9月13日にゲリット・コールの60日間の故障者リスト入りに伴い、メジャー契約を結んでアクティブ・ロースター入りした。パイレーツでは8試合に登板して0勝0敗・防御率2.70・6奪三振の成績を残した。オフの11月3日にFAとなった。

### カージナルス傘下時代
2016年11月18日にセントルイス・カージナルスとマイナー契約を結び、2017年のスプリングトレーニングに招待選手として参加することになった。
2017年6月12日に自由契約となった。

### メキシカンリーグ時代
2017年6月24日にメキシカンリーグのモンクローバ・スティーラーズと契約を結んだ。
2018年にメキシコに帰化し、2019年3月には侍ジャパンシリーズ2019にメキシコ代表の一員として来日した。
2022年7月13日にアグアスカリエンテス・レイルロードメンにレンタル移籍し、9月23日に保有権がアグアスカリエンテスに譲渡されて正式移籍した。
2023年8月1日にトレードでモンクローバ・スティーラーズに復帰した。

## 投球スタイル・人物
最速155km/h（日本での最速は149km/h）の速球に加えて、カーブやスライダー、チェンジアップを投げ分ける。
人気俳優キアヌ・リーブスを思わせるかなりの"イケメン"である。ニックネームは「フィリー」か、ザックの「Z」。元巨人のジョナサン・アルバラデホから背中を押され、日本行きを決意した。野球に対する姿勢は非常に真面目である。米球界では最速155キロの直球を武器に、中継ぎの役割を担った。広島は先発、リリーフともに左腕が手薄。そのチーム事情を理解している。「自分では中継ぎが効果的だと思うが、求められた所で準備したい」と話している。広島入団が決まると、同僚となるブラッド・エルドレッドの連絡先を入手して日本球界の情報を得た。「（日米の）違いはないよ。野球は野球だ。ファンが盛り上がると、やってやろうという気持ちになる。ドンドン盛り上げてほしい」と語っている。
広島時代の同僚であるキャム・ミコライオやエルドレッドに負けない特徴的なヒゲを蓄えている。

## 詳細情報

### 年度別投手成績
| 年 度    | 球 団    | 登 板 | 先 発 | 完 投 | 完 封 | 無 四 球 | 勝 利 | 敗 戦 | セ 丨 ブ | ホ 丨 ル ド | 勝 率 | 打 者 | 投 球 回 | 被 安 打 | 被 本 塁 打 | 与 四 球 | 敬 遠 | 与 死 球 | 奪 三 振 | 暴 投 | ボ 丨 ク | 失 点 | 自 責 点 | 防 御 率 | W H I P |
| -------- | -------- | ----- | ----- | ----- | ----- | -------- | ----- | ----- | -------- | ----------- | ----- | ----- | -------- | -------- | ----------- | -------- | ----- | -------- | -------- | ----- | -------- | ----- | -------- | -------- | ------- |
| 2011     | BAL      | 10    | 0     | 0     | 0     | 0        | 0     | 0     | 0        | 0           | ----  | 33    | 8.0      | 6        | 1           | 2        | 0     | 0        | 8        | 0     | 0        | 1     | 1        | 1.13     | 1.00    |
| 2012     | BAL      | 6     | 0     | 0     | 0     | 0        | 0     | 0     | 0        | 0           | ----  | 28    | 6.0      | 7        | 2           | 3        | 1     | 0        | 5        | 0     | 0        | 4     | 4        | 6.00     | 1.67    |
| 2013     | MIA      | 3     | 0     | 0     | 0     | 0        | 0     | 1     | 0        | 0           | .000  | 11    | 1.2      | 3        | 0           | 3        | 0     | 0        | 1        | 0     | 0        | 1     | 1        | 5.40     | 3.60    |
| 2014     | 広島     | 9     | 0     | 0     | 0     | 0        | 1     | 0     | 0        | 0           | 1.000 | 46    | 11       | 8        | 1           | 3        | 0     | 1        | 7        | 0     | 1        | 4     | 4        | 3.27     | 1.00    |
| 2016     | PIT      | 8     | 0     | 0     | 0     | 0        | 0     | 0     | 0        | 1           | ----  | 28    | 6.2      | 8        | 1           | 1        | 0     | 0        | 6        | 1     | 0        | 2     | 2        | 2.70     | 1.35    |
| MLB：4年 | MLB：4年 | 27    | 0     | 0     | 0     | 0        | 0     | 1     | 0        | 1           | .000  | 100   | 22.1     | 24       | 4           | 9        | 1     | 0        | 20       | 1     | 0        | 8     | 8        | 3.22     | 1.48    |
| NPB：1年 | NPB：1年 | 9     | 0     | 0     | 0     | 0        | 1     | 0     | 0        | 0           | 1.000 | 46    | 11       | 8        | 1           | 3        | 0     | 1        | 7        | 0     | 1        | 4     | 4        | 3.27     | 1.00    |

### 記録
NPB
- 初登板：2014年5月10日、対中日ドラゴンズ7回戦（MAZDA Zoom-Zoom スタジアム広島）、9回表に4番手で救援登板、完了、1回無失点
- 初奪三振：2014年5月11日、対中日ドラゴンズ8回戦（MAZDA Zoom-Zoom スタジアム広島）、9回表に松井雅人から空振り三振
- 初勝利：2014年5月13日、対阪神タイガース7回戦（どらドラパーク米子市民球場）、12回表に5番手で救援登板、1回無失点

### 背番号
- 58（2011年 - 2012年、2014年、2017年 - ）
- 56（2013年）
- 53（2016年）